# Cảnh sát Quốc gia Ukraine
Cảnh sát Quốc gia Ukraina hay Công an Quốc gia Ukraine (tiếng Ukraina: Національна поліція України ред, chuyển tự: Natsionalʹna politsiya Ukrayiny, tiếng Anh: National Police of Ukraine, viết tắt: НПУ, NPU), gọi tắt là Công an Ukraine, là cơ quan cảnh sát quốc gia và duy nhất của Ukraine. Nó được thành lập vào ngày 3 tháng 7 năm 2015, như một phần của cuộc cải cách sau khởi nghĩa Maidan do tổng thống Ukraine Petro Poroshenko phát động, để thay thế lực lượng cảnh sát quốc gia trước đây của Ukraine, Militsiya. Vào ngày 7 tháng 11 năm 2015, tất cả các thành viên militsiya còn lại được coi là thành viên "có quyền tạm thời" của Cảnh sát Quốc gia.
Cơ quan này được giám sát bởi Bộ Nội vụ.